# Nieuwolda
Nieuwolda – wieś w Holandii, w prowincji Groningen, w gminie Oldambt. Była oddzielną gminą do roku 1990, kiedy to została włączona do gminy Scheemda, a następnie, w 2010 r. do gminy Oldambt.